# Czarny Piarg

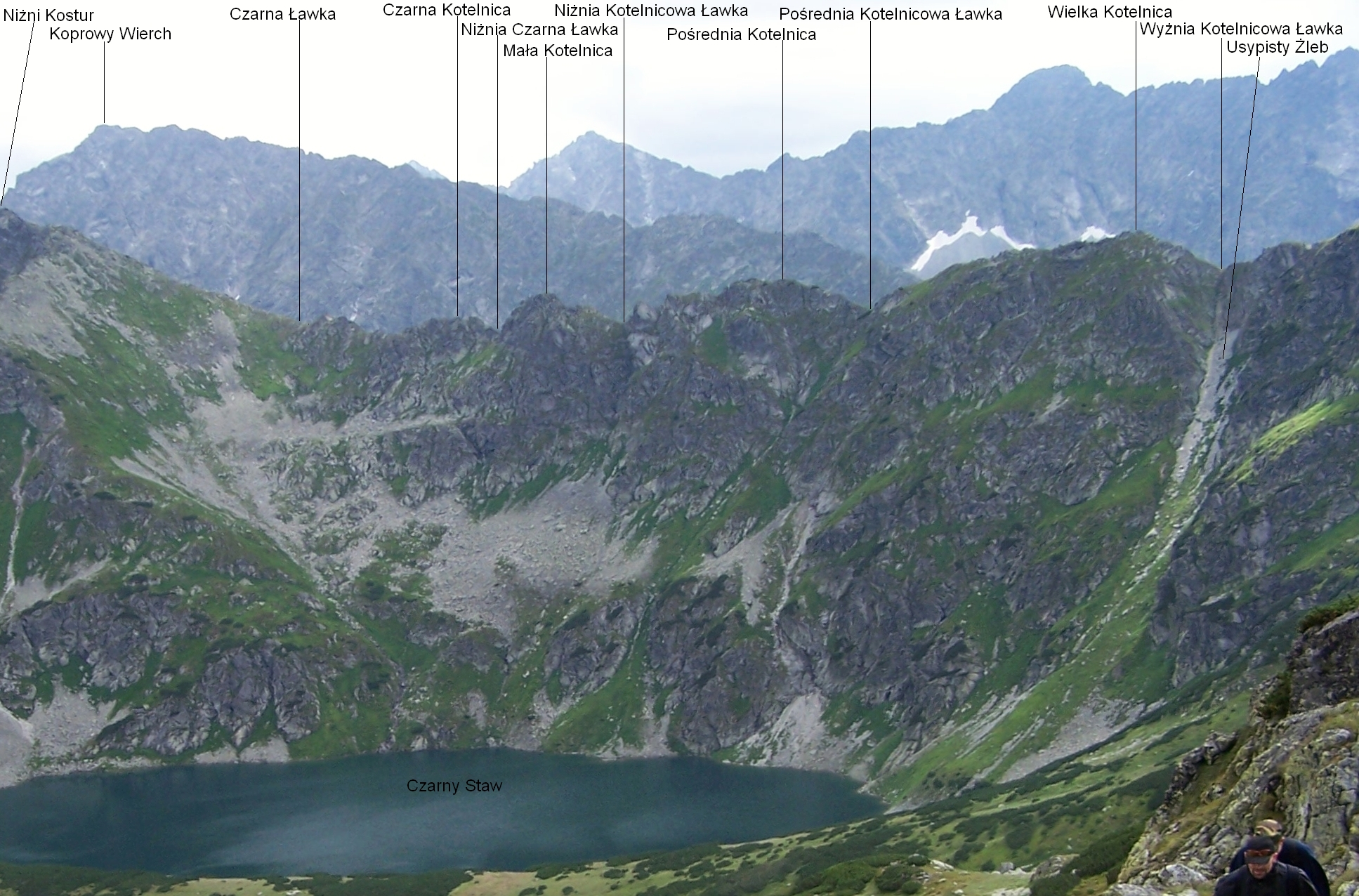
Czarny Piarg po prawej stronie, pod Usypistym Żlebem

Czarny Piarg – duży piarg nad zachodnim brzegiem Czarnego Stawu (1722 m) w Dolinie Pięciu Stawów Polskich. Zsypują się do niego odłamki skalne z grani Kotelnicy na odcinku od Gładkiego Wierchu po Wielką Kotelnicę. Uchodzi do niego Usypisty Żleb spod Wyżniej Kotelnicowej Ławki i mniejsze żlebki. Odłamki te stopniowo zasypują staw wypełniający dawny cyrk lodowcowy.